# عروس (بیل را بکش)
عروس (به انگلیسی: The Bride) با نام واقعی بئاتریس کیدو (به انگلیسی: Beatrix Kiddo)، یک شخصیت خیالی داستانی و پروتاگونیست فیلم سینمایی بیل را بکش را است که توسط کوئنتین تارانتینو و اوما تورمن خلق شده‌است و اوما تورمن بازیگر آن است.
اوما تورمن برای بازی در نقش این شخصیت در سال‌های ۲۰۰۳ و ۲۰۰۴ کاندید جایزهٔ گلدن گلوب بهترین بازیگر نقش اول زن در یک فیلم درام شد.

## داستان شخصیت
بئاتریس کیدو یکی از شمشیرزنان دستهٔ بیل (و از شاگردان پای می) است که وقتی متوجه می‌شود که از بیل دختری حامله است بیل را ترک می‌کند و با شخصی به نام تامی ازدواج می‌کند که بیل او را می‌یابد و تمام مهمانان عروسی را قتل‌عام می‌کند و تیری به سر عروس می‌زند و او را چهار سال در کما می‌اندازد. بعد از چهار سال عروس به هوش می‌آید و درمیابد که بچه‌اش مرده‌است. او برای گرفتن انتقام از بیل و چهارتن دیگر دست به کار می‌شود…